# Нианзки бързолет
Нианзкият бързолет (Apus niansae) е вид птица от семейство Бързолетови (Apodidae).

## Разпространение и местообитание
Разпространен е в Еритрея, Етиопия, Кения, Сомалия, Танзания и Уганда.